# Humilhação erótica

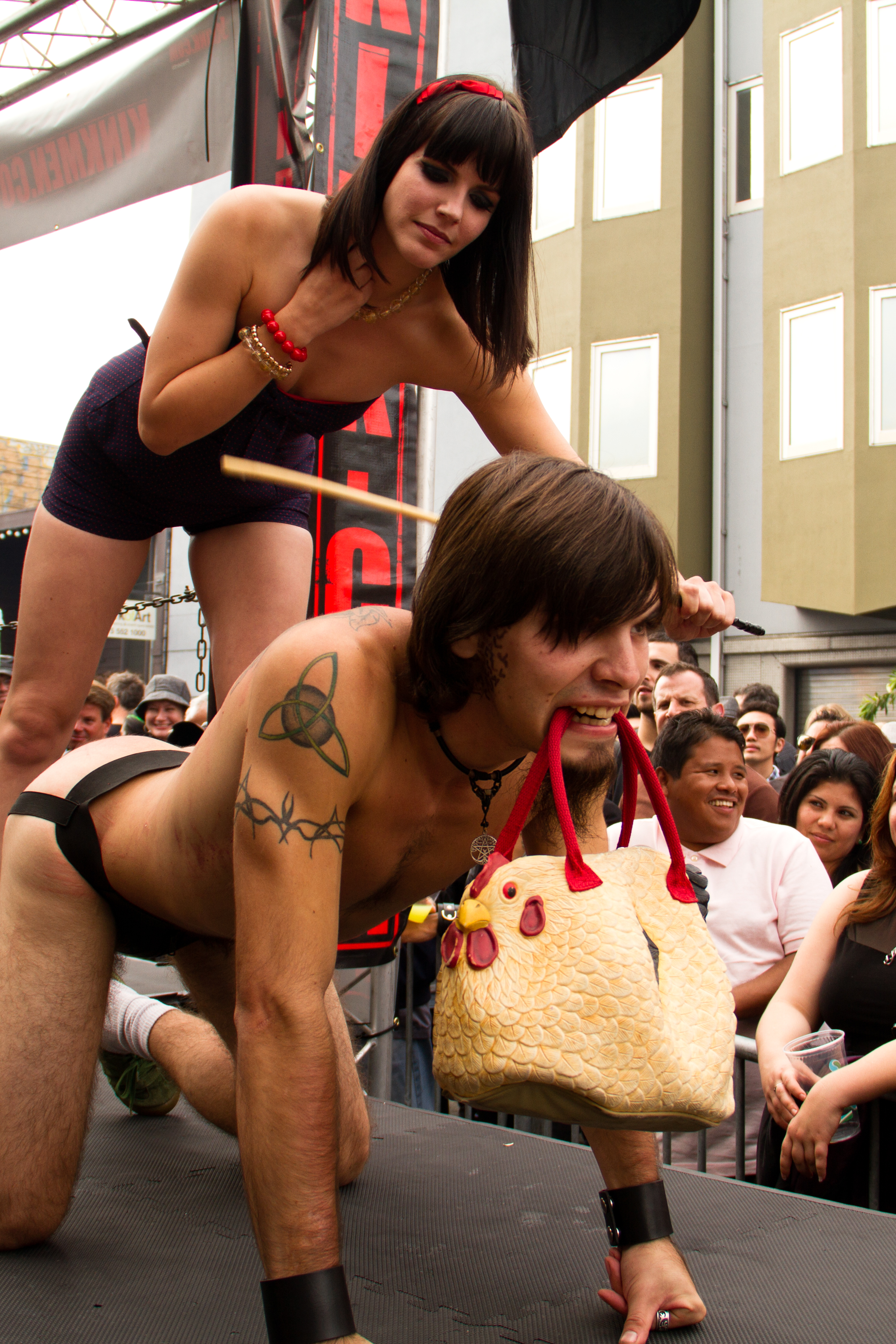
Homem sendo "forçado" a ficar de quatro e a segurar a bolsa de uma dominadora com a boca enquanto apanha em público.

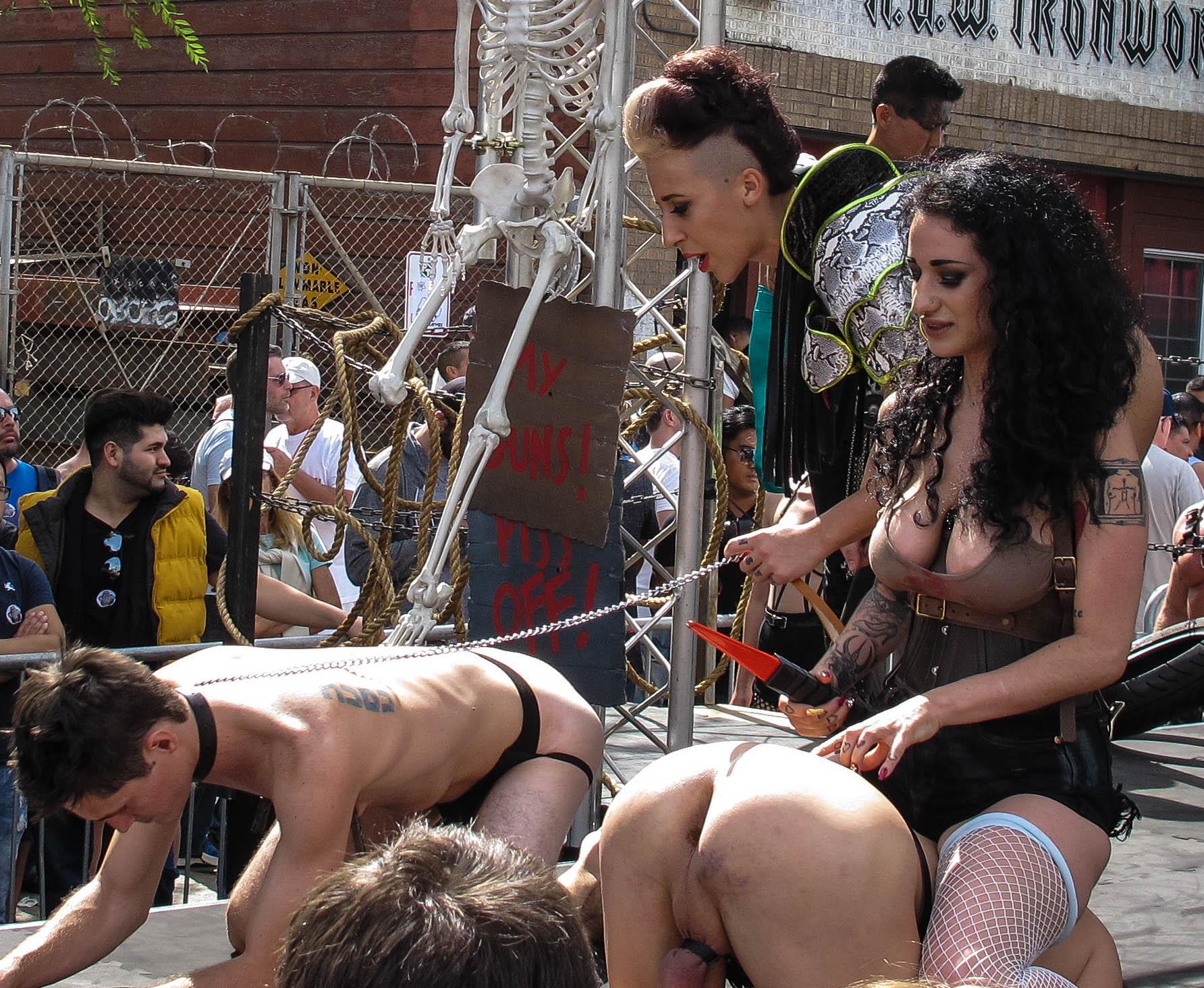
Duas dominadoras humilhando seus parceiros. Um dos submissos está com uma coleira de cachorro enquanto é humilhado verbalmente. A outra mulher está sentada em cima do outro submisso e está se preparando para introduzir um objeto no ânus dele.

Humilhação erótica é uma atividade consensual onde a humilhação ou a degradação é utilizada de forma erótica para fins de excitação sexual. Essa prática é comumente associada a práticas BDSM onde há dominação e submissão, mas também pode ser incluída em qualquer outro tipo de atividade erótica ou sexual.
A humilhação erótica pode ser feita verbalmente, fisicamente ou de ambos os modos, pode acontecer em ambiente privado ou público, e pode ser realizada de maneira presencial ou virtual, tudo dependendo da vontade e interesse das pessoas envolvidas. Ela pode abranger desde a utilização de palavras como "vadia" e "cachorra" durante o ato sexual até cenas mais intensas como uma ridicularização em público.
Geralmente, há um sentimento de submissão para a pessoa humilhada e dominação para a pessoa que está aplicando a humilhação. Uma dominatrix especializada em práticas de humilhação é comumente denominada como humiliatrix.
Assim como toda prática BDSM, as pessoas devem tomar as precauções corretas para evitar qualquer tipo de dano físico ou moral. O estabelecimento de limites e palavras de segurança são essenciais para manter uma relação saudável antes, durante e após as atividades envolvendo humilhação erótica.

## Tipos de humilhação erótica
Toda forma de humilhação erótica pode envolver contato físico ou pode ficar apenas no contato verbal. Abaixo estão listados apenas os principais cenários de humilhação erótica. Qualquer tipo de prática sexual pode ou não conter elementos de humilhação, portanto, a variedade de cenários é muito extensa e vai de acordo com a vontade e criatividade de cada um dos envolvidos durante a prática, desde que sejam respeitados os princípios éticos básicos do BDSM conhecidos como são, seguro e consensual.

### Humilhação verbal
Esse lado da humilhação erótica está focado em degradar, ridicularizar, debochar, insultar, inferiorizar, menosprezar ou humilhar de forma geral uma pessoa através das palavras em si.
A humilhação erótica pode envolver a utilização de nomes degradantes como "vadia", "cachorra", "verme", "lixo", "inútil", "nojento" e qualquer outra palavra que visa ofender o parceiro. Essas palavras podem focar em ofender traços físicos ou traços de personalidade e emocionais.
Deboche também pode ser uma forma comum de humilhação verbal, como fazer piadas com o tamanho do pênis do parceiro, prática conhecida como small penis humiliation, ou zombar da habilidade do parceiro no sexo durante uma prática de cuckold. O deboche também pode ser conciliado com a dor física, onde a pessoa dominadora dá risada e zomba da dor do parceiro.
Também é comum fazer com que o submisso peça permissão para realizar qualquer tarefa cotidiana, como comer, dormir, ir ao banheiro (prática que pode ser associada ao omorashi), gastar dinheiro (prática que pode ser associada ao findom), entre outros.
Obrigar o submisso a dizer coisas que ele não diria, a repetir determinadas palavras ou a elogiar traços físicos e de personalidade da pessoa dominadora é outra forma de humilhação verbal.

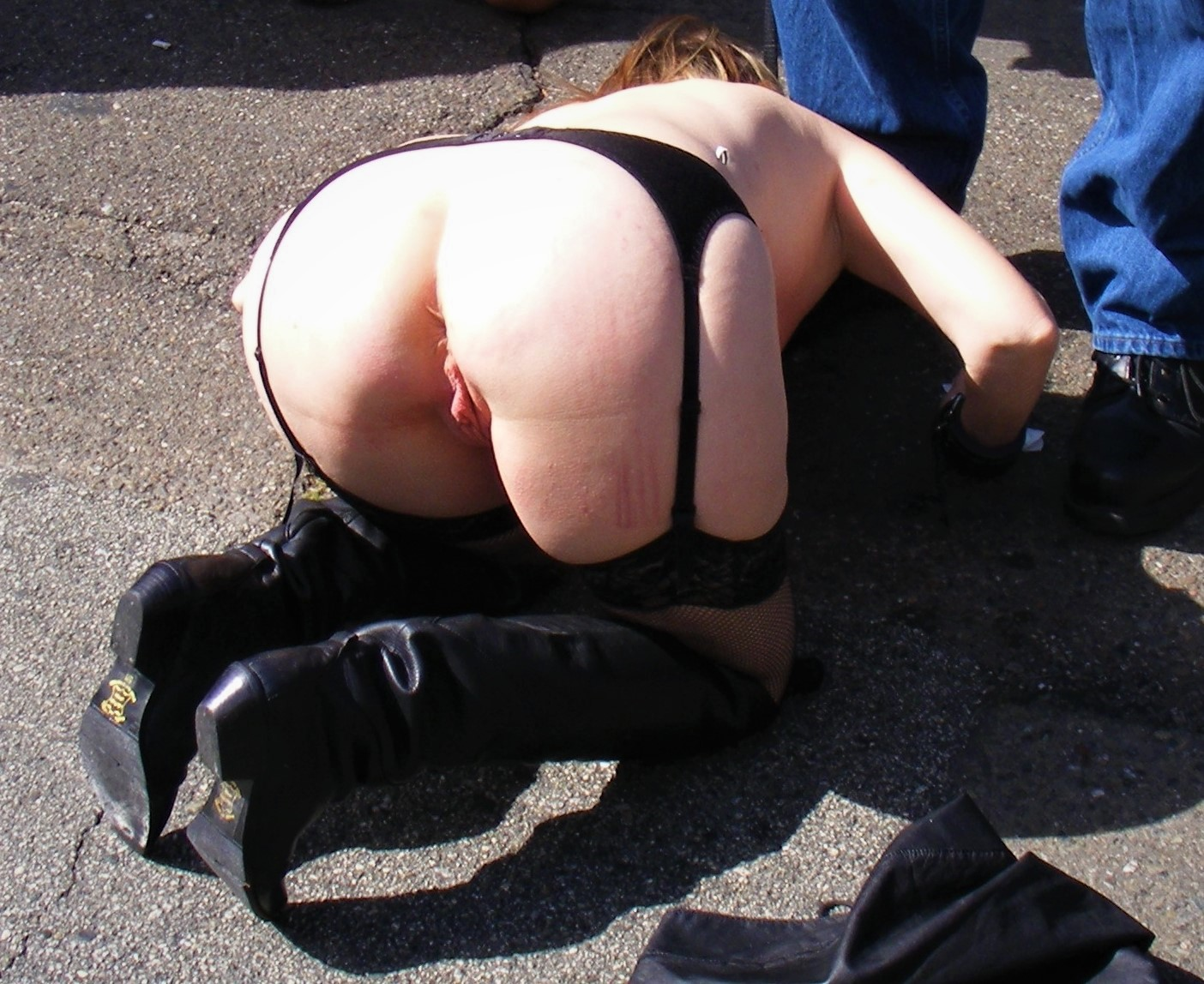
Uma mulher submissa num cenário humilhante e consensual onde ela está nua e de quatro enquanto lambe os calçados de outra pessoa.

### Humilhação física
A humilhação física abrange todo tipo de humilhação que não envolva apenas as palavras em si. 
Ejacular ou cuspir no corpo ou rosto de alguém é algo comum em cenas de humilhação erótica. Urinar em alguém, prática conhecida como chuva dourada, também pode ser vista como uma forma de humilhação.
Também são geralmente vistas como humilhação qualquer prática sexual que seja feita de forma "forçada" consensualmente, como um orgasmo forçado ou uma penetração forçada. Porém, é importante mencionar que nada deve ser realmente forçado, e sim apenas uma simulação de ser algo forçado, já que toda prática BDSM deve ser consensual. Se algo for feito forçadamente de verdade, não é humilhação erótica, é abuso sexual.
Atos que envolvam prescrições e proibições de roupas que devem ser usadas também podem ser humilhantes. Um exemplo comum disso é ordenar que o parceiro fique semi-nu ou nu. A feminização forçada também é outro exemplo comum de humilhação erótica.
A objetificação sexual do submisso é comumente tida como degradante. Nessa prática, conhecida como mobília humana ou fornifilia, o submisso pode ser obrigado a se comportar como uma peça de mobiliário, como por exemplo deixar o submisso de quatro e sentar em cima dele com se ele fosse uma cadeira.
O ato de punir, muito comum em práticas de disciplina, pode visar ridicularizar e degradar o parceiro. Isso pode envolver bondage, spanking, chicotes e outras práticas sadomasoquistas mais intensas como o cock and ball torture.
O body worship é outra prática que pode estar associada à humilhação erótica. Nesse fetiche o submisso venera alguma parte do corpo do parceiro, como as nádegas, os seios, a vulva ou o pênis. A veneração pelo pé está envolvida com a podolatria e também pode ser usada como ferramenta de humilhação.
Venerar calçados, como no boot worship, também é uma forma de humilhação onde é comum o submisso ser ordenado a limpar, massagear e lamber as botas da pessoa dominadora.
No pet play é possível incluir diversas maneiras diferentes de degradar o parceiro, como fazer com que ele fique com uma coleira e fique andando de quatro, e fazer com que ele se alimente e tome água apenas em tigela de cachorro.
O parceiro ter que pedir permissão para ter um orgamo, prática conhecida como negação do orgasmo, durante o ato sexual ou masturbação está vinculado com a humilhação erótica. Isso pode envolver também o uso de cintos de castidade.
Facesitting e cuckold são duas práticas comumente ligadas ao conceito de humilhação erótica. Facesitting é uma prática sexual onde um parceiro dominante senta no rosto do parceiro submisso, geralmente forçando um contato oral com os genitais ou com o ânus. Já no cuckold, o submisso geralmente fica numa posição humilhante ao ter que assistir sua parceira ou parceiro fazendo sexo com outra pessoa na frente dele.